# William M. Gwin

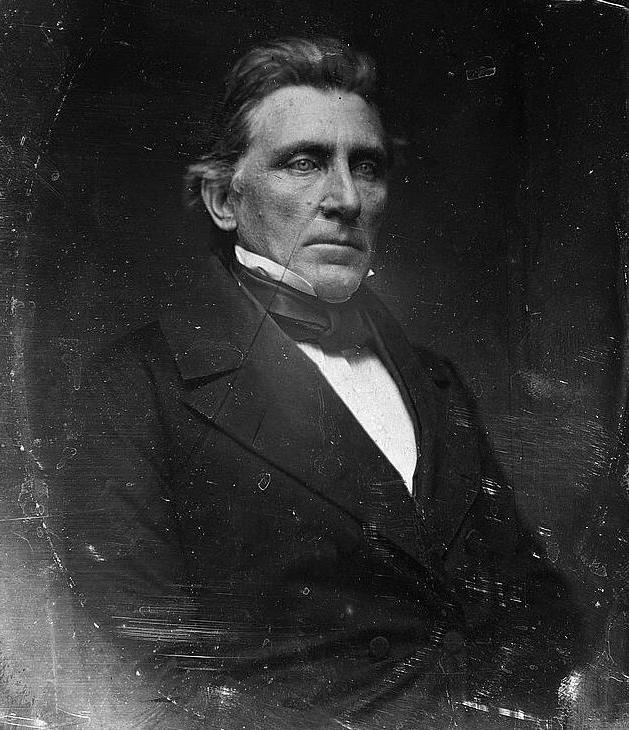
William M. Gwin

William McKendree Gwin (* 9. Oktober 1805 in Gallatin, Tennessee; † 3. September 1885 in New York City) war ein US-amerikanischer Arzt und Politiker (Demokratische Partei). Gwin war Mitglied des US-Repräsentantenhauses für Mississippi. Er war außerdem neben John C. Frémont einer der ersten beiden US-Senatoren für Kalifornien. Vor, während und nach dem Bürgerkrieg war Gwin in Kalifornien, Washington und den Südstaaten als Sympathisant des Südens bekannt.

## Frühes Leben
Gwin war der Sohn von Reverend James Gwin, einem methodistischen Priester, der unter William McKendree arbeitete. McKendree war der erste methodistische Priester, der amerikanischer Ureinwohner war, und wurde Namensgeber für den jungen Gwin. Reverend Gwin hatte im Militär unter General Andrew Jackson gedient. William Gwin  studierte Medizin an der Transylvania University in Lexington, wo er 1828 seinen Abschluss machte.

## Politische Karriere
Gwin praktizierte als Arzt in Clinton (Mississippi) bis 1833. In diesem Jahr wurde er für ein Jahr United States Marshal für Mississippi.
1840 wurde er als Abgeordneter für Mississippi ins US-Repräsentantenhaus gewählt. Eine erneute Nominierung 1842 lehnte er aufgrund einer finanziellen Bloßstellung ab. Als James K. Polk das Amt des US-Präsidenten übernahm, betraute er Gwin mit der Oberaufsicht über den Aufbau des neuen Zollhauses von New Orleans. 1849 zog er nach Kalifornien. Ebenfalls 1849 nahm er am Verfassungskonvent von Kalifornien teil. Er kaufte Land in Paloma, wo er eine Goldmine errichtete. Die Gwin Mine brachte ihm ein Vermögen ein. Gwin gründete auch den Chivalry-Flügel der Demokraten, der dem Whig-Flügel gegenüberstand.
Nach der Aufnahme Kaliforniens als US-Bundesstaat wurde Gwin zum US-Senator gewählt. Seine Amtszeit dauerte vom 9. September 1850 bis zum 3. März 1855. Gwin setzte sich stark für die Expansion der Staaten am Pazifik ein und machte sich 1852 für eine Erkundung der Beringstraße stark. Als Folge des kalifornischen Goldrauschs von 1848 legte Gwin einen Gesetzentwurf vor, der am 3. März 1851 verabschiedet wurde. Dieser rief eine dreiköpfige Public Land Commission ins Leben, welche die Statthaftigkeit spanischer und mexikanischer Landschenkungen in Kalifornien bestimmen sollte.  Von 1851 bis 1855 war er Vorsitzender des U.S. Senate Committee on Naval Affairs.
Der kalifornische Gouverneur John Bigler wendete sich an Gwins Rivalen David C. Broderick, als Gwin ablehnte, ihm bei der Erlangung des Botschafterpostens in Chile zu helfen. Broderick wurde zum Vorsitzenden der kalifornischen Demokraten ernannt, woraufhin diese sich aufspalteten. Gwin duellierte sich mit Joseph W. McCorkle. Das mit Gewehren ausgeführte Duell über 30 Yards fand wegen eines Streits über angebliches Missmanagement von Staatsressourcen Gwins statt. Diese stand am Anfang einer Zeit von Chaos in der kalifornischen Politik, geprägt von Bestechung, Einschüchterung und politischen Winkelzügen. Obwohl Brodericks Anhänger nominal schwächer waren, konnten sie dennoch Gwins Wiederwahl 1854 verhindern. Als jedoch die Know-Nothing Party die Schwäche der Demokraten auszunutzen begann, akzeptierte Broderick Gwins erneute Kandidatur 1856, woraufhin dieser wiedergewählt wurde und vom 13. Januar 1857 bis zum 2. März 1861 erneut nach Washington ging. Er nahm Joseph Heco mit, um diesen seinem Freund, den US-Präsidenten James Buchanan, vorzustellen.

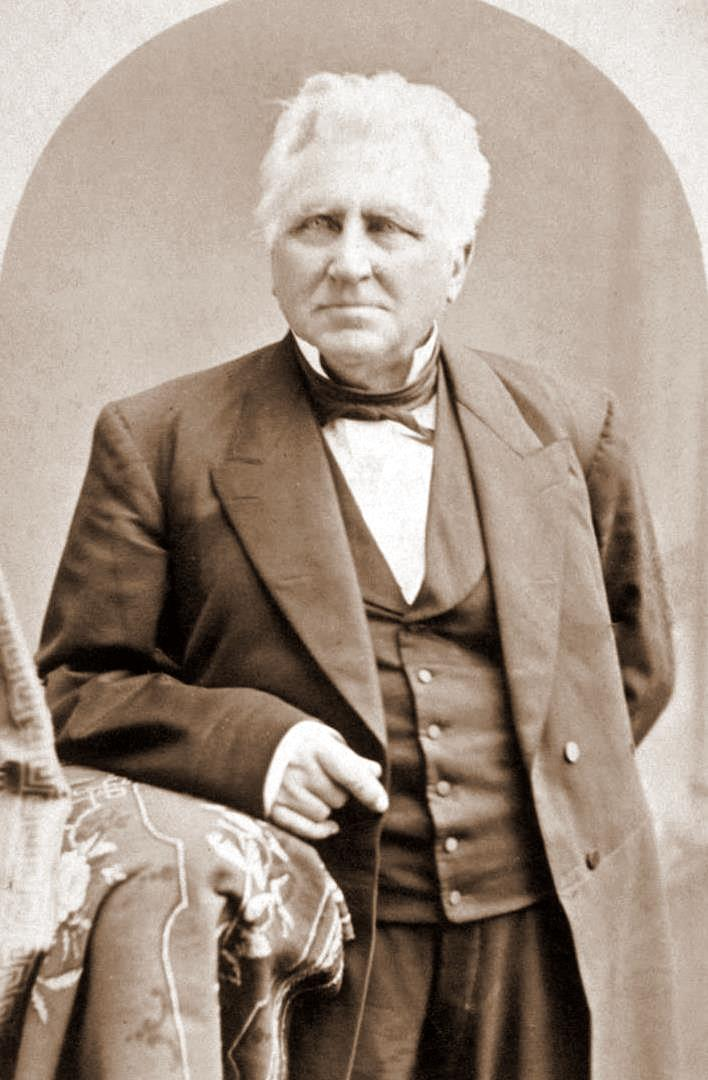
Gwin in späteren Jahren

Während seiner zweiten Amtszeit saß Gwin im Finanzausschuss des Senats. Er erzielte Erfolge wie die Einrichtung der Kalifornischen Münzprägeanstalt sowie eines Marinestützpunktes mit Werft, die Erschließung der Pazifikküste und ein Gesetz zum Aufbau einer Dampfschiffslinie zwischen San Francisco, China und Japan, über die Sandwichinseln. Er setzte sich ab 1860 für den Kauf von Alaska vom Russischen Zaren ein. Obwohl die neu organisierten Republikaner einige wichtige Erfolge in Kalifornien erringen konnten, war auch Gwins Flügel der Demokraten bei den Wahlen von 1859 sehr erfolgreich. Nach der Wahl von Abraham Lincoln zum Präsidenten 1860 half Gwin, geheime Gespräche zwischen Lincolns Außenminister William H. Seward und Südstaatenanführern zu organisieren. Diese Gespräche sollten das Zerbrechen der Union verhindern. Vor dem Ausbruch der Feindseligkeiten zwischen den Staaten bereiste Gwin den Süden und sein Chivalry sprach sich für den Süden aus. Gwin untersuchte auch die Möglichkeit, eine von Kalifornien angeführte Pazifikrepublik aus der Union zu lösen; allerdings gab es nach dem schlechten Abschneiden der Demokraten 1861 dafür keinen politischen Spielraum mehr.

## Späteres Leben
Gwin kehrte nach New York zurück. Er reiste auf demselben Schiff wie Edwin Vose Sumner (Kommandant der Pazifikabteilung der Unionstruppen) und Michail Bakunin – ein Bekannter von Joseph Heco. Sumner veranlasste die Verhaftung Gwins als Sympathisant der Sezessionisten, aber Abraham Lincoln setzte sich für seine Freilassung ein. Gwin schickte seine Frau und eine seiner Töchter nach Europa und kehrte selbst auf eine Plantage in Mississippi zurück. Nachdem die Plantage im Krieg zerstört worden war, floh Gwin mit einer weiteren Tochter und einem Sohn nach Paris. 1864 versuchte er Napoleon III. zu überzeugen, amerikanische Sklavenhalter in Sonora, Mexiko siedeln zu lassen. Trotz anfänglichem Interesse lehnte Napoleon ab, da sein Protégé, Maximilian I., befürchtete, die Südstaatler könnten Sonora ganz übernehmen. Nach dem Krieg kehrte Gwin in die USA zurück und stellte sich General Philip Sheridan in New Orleans. General Sheridan gab seiner Freilassung statt, damit er zu seiner Familie, die auch zurückgekehrt war, zurückkehren konnte, wurde aber von Präsident Andrew Johnson, mit dem er auf Kriegsfuß stand, überstimmt.
Gwin setzte sich in Kalifornien als Farmer zur Ruhe, starb aber 1885 in New York City. Er wurde auf dem Mountain View Cemetery in Oakland beigesetzt.